# Заманов, Аширгельды
Аширгельды Заманов (туркм. Aşyrgeldi Zamanow) — туркменский государственный деятель, министр.

## Биография
Родился в 1958 году в селе Мухадов Марыйского района Марыйской области.
Образование высшее. В 1986 году окончил Ташкентский автодорожный институт, по специальности «инженер дорожного строительства».
Трудовую деятельность начал рабочим, мастером, старшим мастером, главным инженером, начальником дорожно-эксплуатационного участка № 5 Марыйского велаятского дорожно-эксплуатационного предприятия, начальником Марыйского велаятского управления эксплуатации автомобильных дорог Министерства автомобильного транспорта и автомобильных дорог Туркменистана.
07.12.2006 — 09.08.2007 — министр автомобильного транспорта Туркмении.
9 августа 2007 года уволен «за серьезные недостатки, допущенные в работе, и как не справившийся с возложенными на него обязанностями».

## Варианты транскрипции имени
- Имя: Аширгелди